# Бакша (Жетысуская область)
Бакша (каз. Бақша) — станция в Коксуском районе Жетысуской области Казахстана. Входит в состав сельского округа Мусабек. Код КАТО — 194843200.

## Население
В 1999 году население станции составляло 47 человек (23 мужчины и 24 женщины). По данным переписи 2009 года, в населённом пункте проживало 35 человек (20 мужчин и 15 женщин).